# Emperatríz (1990)
Emperatriz é uma telenovela venezuelana produzida pela Marte TV e exibida pela Venevisión em 1990.

## Sinopse
Emperatriz Jurado é uma mulher cheia de ódio e dor que busca se vingar de Anselmo Lander, o homem que a enganou e levou sua filha quando ela nasceu.
Com a ajuda de Leonidas León, que também odeia Anselmo, Emperatriz trama um plano para destruir Anselmo e sua esposa, Alma Rosa Corona. No entanto, a vingança da Emperatriz também destrói a vida das filhas do casamento, que são órfãs e ficam separadas. A mais velha dessas garotas é filha de Emperatriz.
Anos depois, Endrina Lander, filha do meio de Anselmo e Alma Rosa, retorna a Caracas. Com o falso nome de Eugenia Sandoval, Endrina buscará se vingar de Emperatriz e recuperar suas duas irmãs, que estão perdidas.
A mais velha das meninas, Esther, retorna à Venezuela depois de viver e estudar no exterior por um ano e se apaixona por Leonidas, que agora está casada com Emperatriz. Por sua parte, a filha mais nova, Elena, cresceu com seus pais adotivos, longe de todos, e não lembra de nada.

## Elenco
- Marina Baura - Emperatriz Jurado
- Raul Amundaray - Alejandro Magno Corona
- Eduardo Serrano - Leonidas León
- Astrid Carolina Herrera - Endrina Lander/Eugenia Sandoval
- Nohely Arteaga - Esther Lander
- Aroldo Betancourt - Dr. Ricardo Montero
- Pedro Lander - Mauricio Gómez
- Astrid Gruber - Elena Lander/Helen
- Alberto Sunshine - Anselmo Lander
- Julie Restifo - Alma Rosa Corona
- Elba Escobar - Estela "La Gata" Barroso
- Martin Lantigua - Justo Corona
- Gladys Caceres - Bertha Guaicaipuro
- Nury Flores - Perfecta Jurado
- Arturo Peniche - David León
- Betty Ruth - Mamama
- Lino Ferrer  - Cándido
- Fernando Flores - Manuel
- Alma Ingianni - Margot
- Eric Noriega - Urbano Guevara
- Luis Rivas - Napoleón
- Yajaira Paredes - Juana Velásquez
- Veronica Doza - Lola
- Abel - Joel
- William Moreno - Benito Palermo
- Juan Carlos Gardie - Jaime Peraza
- Alberto de Mozos - Mauro
- Veronica Ortiz - Quimera
- Carolina Groppusso
- Julio Pereira - Gonzalo Ustáriz

## Versões
- Emperatriz, telenovela produzida pela Azteca em 2011 e protagonizada por Gabriela Spanic e Bernie Paz[2].